# Болгаро-польські відносини
Болгаро-польські відносини двосторонні дипломатичні відносини між Болгарією та Польщею. Обидві країни встановили дипломатичні відносини у 1920-х невдовзі після незалежності Польщі.
Болгарія має посольство у Варшаві та почесне консульство у Вроцлаві. Польща має посольство в Софії.
Сьогодні Польща та Болгарія є членами НАТО та ЄС. Перші вступили до НАТО у 1999, а в ЄС – у 2004 та 2007 – відповідно.
Під час Холодної війни обидві країни були членами Варшавського договору.

## Дипломатичні відносини
Вперше за 13 років, 18 квітня 2016, президент Польщі Анджей Дуда перебував з державним візитом у Софії для зустрічі з його колегою Росеном Плевнелієвим та прем'єр-міністром Болгарії Бойко Борисовим. Глави держав обговорили варіанти розширення ділових відносин та поглиблення двосторонньої співпраці у сфері безпеки. На спільній прес-конференції президенти Плевнелієв та Дуда закликали Росію відмовитися від своїх «агресивних дій» та «повернутися» до міжнародного порядку та відстоювати суверенітет та територіальну цілісність України.
Прем'єр-міністр Борисов зазначив, що Польща є "дуже важливою країною" для Болгарії, і Софія високо цінує розвиток двосторонніх відносин у контексті ЄС та НАТО. Іншими темами обговорення були співпраця в галузі оборони та безпеки, торговельно-економічні відносини та можливості для реалізації всього свого потенціалу. Пан Борисов додав, що Болгарія «покладається» на Польщу для підтримки «спільних інтересів» у галузі енергетичної безпеки та створення Енергетичного союзу ЄС.
Президент Дуда сказав, що його візит до Софії – це «реалізація формату ABC» – Адріатика, Прибалтика, Чорне море (польською мовою – Adriatyk, Bałtyk, Morze Czarne) – проєкт з розширення транспортної та енергетичної інфраструктури у цьому великому регіоні. Пан Дуда також сказав, що немає сумнівів, що НАТО має зміцнити свій східний фланг від Балтійського до Чорного моря. У спільній заяві пан Дуда і Плевнелієв заявили, що майбутній саміт НАТО у Варшаві в липні «має вирішальне значення для безпеки країн Східної Європи». Пан Плевнелієв наголосив на необхідності розширення присутності НАТО в Центральній та Східній Європі, а також проведення додаткових спільних навчань та навчань.

## Економічні відносини
За останні п'ять років обсяг торгових обмінів між двома країнами подвоївся: з 670 млн євро у 2010 до 1,3 млрд євро у 2015. Болгарія також є традиційним місцем для польських туристів, оскільки минулого року 260 000 польських туристів відвідали болгарські курорти, йдеться у заяві. Статистичні дані Національного статистичного інституту Болгарії підтверджують дані, а також показують, що торговельний обмін більш-менш збалансований, а імпорт з Польщі дещо перевищує експорт за той же період. Наприклад, дані з торгівлі за 2015 показують, що імпорт та експорт із Польщі та до Польщі приблизно на тому ж рівні, що й з Нідерландами, традиційним інвестором та торговим партнером Болгарії.
Туристичні візити з Польщі збільшилися на 7 % у 2014 та 3,2 % у 2015 . У 2015 Польща посіла 8-е місце у рейтингу 10 найважливіших туристичних ринків Болгарії.
У січні 2016 Міністерство туризму Болгарії заявило, що очікує збільшення кількості поляків, які відвідують Болгарію у 2016 на 40%. Великі болгарські міста, такі як Софія та Варна, придбали трамваї та автобуси польського виробництва для своїх систем громадського транспорту. За повідомленнями ЗМІ, загальна сума купівлі оцінюється приблизно у 90 мільйонів євро.

## Військова співпраця
У жовтні 2015 Болгарія підписала контракт із двома польськими компаніями на проведення ремонтних робіт на шести двигунах для винищувачів МіГ-29 країни. Технічне обслуговування та постачання радянської військової техніки зазвичай здійснювалося російським РСК «МіГ», у вересні 2015 контракт ще діяв. Ціна польських контрактів становила 6,1 млн євро, і, як повідомляється, вона була нижчою, ніж пропонувала російська компанія, хоча ціна контракту ніколи не публікувалася. Міністр оборони Болгарії Микола Ненчев сказав, що новий контракт буде коштувати на 12 мільйонів євро дешевше. У грудні 2015 Польща поставила в Болгарію два запасні двигуни МіГ-29, які будуть використовуватися при ремонті решти шести двигунів.
Наприкінці березня уряд Болгарії схвалив програму у вигляді 1,2 млрд євро, спрямовану модернізацію своїх збройних сил. Під час робочого візиту пана Ненчева до Варшави у лютому 2015 тодішній міністр оборони Польщі Томаш Семоняк сказав, що Болгарія зацікавлена у досвіді Польщі у військових реформах, програмах навчання, оснащенні та військовій техніці.

## Майбутні проєкти
У березні 2016 на міжнародній конференції у Варшаві представники урядів Литви, Польщі, Румунії, Словаччини, Туреччини, Угорщини та України підписали декларацію про сприяння будівництву нового транспортного маршруту під назвою Via Carpatia. Болгарія не підписала документ, але польські ЗМІ повідомили польському уряду, що Болгарія підтримує проєкт та вступить у майбутнє. У заявах президентів Дуди та Плевнелієва, зроблених у Софії, йдеться про розвиток транскордонних зв'язків та інфраструктури.